# Sjöbo köping
Denna artikel handlar om den tidigare kommunen Sjöbo köping. För orten se Sjöbo, för dagens kommun, se Sjöbo kommun.
Sjöbo köping var en tidigare kommun i Malmöhus län. 

## Administrativ historik
Sjöbo köping bildades 1952 genom en sammanslagning av Björka landskommun, Ilstorps landskommun och Södra Åsums landskommun där  municipalsamhället Sjöbo municipalsamhälle inrättats 2 april 1898. 1971 uppgick köpingen till Sjöbo kommun.
Köpingen hörde till församlingarna Björka, Ilstorp och Södra Åsum vilka slog samman 2002 att bilda Sjöbo församling.

## Heraldiskt vapen
Blasonering: I fält av guld ett avslitet björnhuvud med tunga och tänder röda och däröver en svart ginstam, belagd med en krona av guld.
Vapnet skapades för Sjöbo köping och fastställdes av Kungl. Maj:t 1969. Det går tillbaka på bilden i Färs härads 1500-tals-sigill med en (gående) björn. Efter kommunbildningen registrerades vapnet för Sjöbo kommun i PRV 1974. 

## Geografi
Sjöbo köping omfattade den 1 januari 1952 en areal av 49,33 km², varav 48,98 km² land.

### Tätorter i köpingen 1960
I Sjöbo köping fanns tätorten Sjöbo, som hade 2 419 invånare den 1 november 1960. Tätortsgraden i köpingen var då 68,9 procent.

## Politik

### Mandatfördelning i valen 1950-1966
| 19 | 6 | 6 | 4 |

| 33 |

| 18 | 4 | 7 | 6 |

| 32 |

| 16 | 8 | 5 | 6 |

| 32 |

| 18 | 8 | 5 | 4 |

| 32 |

| 17 | 9 | 5 | 4 |

| 30 | 5 |